# Classe Stockholm
La classe Stockholm è una classe di corvette lanciamissili della Svenska Marinen, composta da due unità entrate in servizio nel 1985.

## Caratteristiche

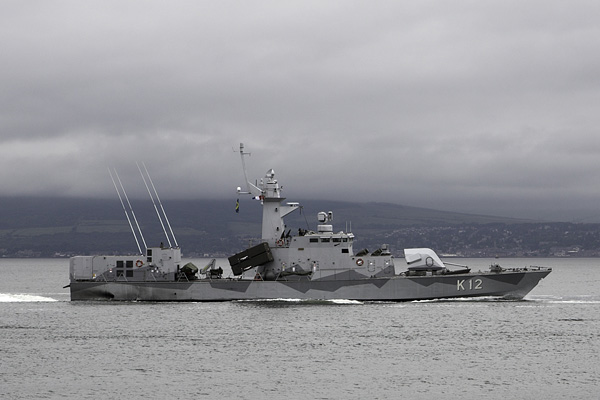
La HMS Malmö nel 2006

Il progetto delle Stockholm prende le mosse da quello della classe Norrköping, una serie di piccole motocannoniere missilistiche costruite per la Marina svedese negli anni 1970, ma con un incremento delle dimensioni per aumentare il numero dei sistemi d'arma e sensoristici imbarcati. Lo scafo delle Stockholm è lungo fuori tutto 50 metri e largo 7,5 metri, per un pescaggio di 3,3 metri e un dislocamento standard di 300 tonnellate che sale a 372 tonnellate con la nave a pieno carico di combattimento. L'equipaggio ammonta a 30 tra ufficiali e marinai.
Il sistema di propulsione è di tipo CODAG, con una turbina a gas Allison 570KF accoppiata a due motori diesel MTU 16V396 TB93; la potenza complessiva è di 11.360 cavalli vapore, che garantiscono una velocità massima di 32 nodi. L'apparato sensori comprende un radar di scoperta aerea/di superficie Sea Giraffe, un radar di navigazione PN-612 Scanter, un sonar a scafo SS304 Spira e un sonar a profondità variabile TSM 2642 MF Salmon.
I sistemi d'arma sono variabili e configurabili a seconda del tipo di missione. L'armamento fisso si basa su un cannone SAK57 Mk 2 calibro 57 mm in una torre a prua, un cannone Bofors 40 mm antiaereo in un impianto a poppa e quattro lanciarazzi anti-sommergibili a 9 celle Elma ASW-600 lungo le fiancate. L'armamento variabile comprende, nella sua versione base, quattro lanciatori binati per missili RBS-15 antinave e due tubi lanciasiluri da 533 mm, collocati lungo le fiancate; i lanciatori per i missili RBS-15 possono essere sostituiti da altri quattro tubi lanciasiluri da 533 mm, oppure metà dei missili possono essere sbarcati per ospitare al loro posto sistemi per il rilascio di 68 mine navali.
Entrambe le unità sono state sottoposte a estesi lavori di ammodernamento tra il 2002 e il 2003; questi hanno comportato la sostituzione dei motori con apparati più moderni, l'ammodernamento dei sistemi radar e sonar, lo sbarco del pezzo da 40 mm, dei tubi lanciasiluri da 533 mm e di metà dei lanciatori per missili (sostituiti da quattro tubi lanciasiluri da 400 mm). Dopo questi interventi, l'equipaggio è salito a 33, fra ufficiali e marinai.

## Unità
Entrambe le unità sono state realizzate nei cantieri navali Karlskronavarnet di Karlskrona.
| Nome                | Impostazione   | Varo           | Entrata in servizio | Status             |
| ------------------- | -------------- | -------------- | ------------------- | ------------------ |
| HMS Stockholm (K11) | 1º agosto 1982 | 24 agosto 1984 | 22 febbraio 1985    | In servizio attivo |
| HMS Malmö (K12)     | 14 marzo 1983  | 22 marzo 1985  | 10 maggio 1985      | In servizio attivo |